# 藤原弟友
藤原 弟友（ふじわら の おととも）は、奈良時代の貴族。藤原南家、右大臣・藤原是公の三男。官位は従五位上・侍従。

## 経歴
延暦3年（784年）父の右大臣・藤原是公の田村第に桓武天皇が行幸し宴を行った際、弟友は従五位下に叙爵される。翌延暦4年（785年）侍従兼宮内少輔に任ぜられ桓武天皇の身近に仕える。
延暦8年（789年）9月に藤原是公が没したため、服喪のため辞官するが、翌延暦9年（790年）3月に侍従兼宮内少輔に復する。延暦10年（791年）侍従のまま宮内少輔に替わって大判事を兼帯した。
その後、時期は不明ながら従五位上に昇叙し、阿波守を務めた。

## 官歴
『続日本紀』による。
- 延暦3年（784年） 閏9月17日：従五位下（直叙か？）
- 延暦4年（785年） 正月15日：侍従。正月28日：宮内少輔
- 延暦8年（789年） 9月：辞官（父服喪）
- 延暦9年（790年） 3月26日：侍従兼宮内少輔
- 延暦10年（791年） 正月28日：兼大判事、侍従如故
- 時期不詳：従五位上[2]
- 時期不詳：阿波守[2]